# Ernest Le Roy de Boisaumarié
Ernest Hilaire Le Roy baron de Boisaumarié (Longny-au-Perche, 3 juni 1810 - Fleurus, 5 juli 1872) was een Frans hoog ambtenaar en politicus ten tijde van het Julimonarchie en het Tweede Franse Keizerrijk.

## Biografie
Ernest Le Roy de Boisaumarié studeerde rechten in Parijs en trad vervolgens toe tot de administratie. Achtereenvolgens was hij onderprefect van Villefranche-de-Lauragais, van Saint-Sever in 1836 en van Bayonne in 1842. In 1847 werd hij prefect van het departement Landes. Na de Februarirevolutie in 1848 nam hij ontslag.
Nadat de Tweede Franse Republiek was opgericht, stelde de nieuwe president Lodewijk Napoleon Bonaparte (de latere keizer Napoleon III) hem aan als prefect van het departement Seine-Inférieure. Deze functie bleef hij gedurende het ganse bestaan van het Tweede Franse Keizerrijk uitoefenen, tot september 1870.
Op 9 juni 1857 werd Le Roy de Boisaumarié door keizer Napoleon III benoemd tot senator. Hij zou in de Senaat blijven zetelen tot de afkondiging van de Derde Franse Republiek op 4 september 1870.

## Onderscheidingen
Hij werd onderscheiden als grootofficier in het Legioen van Eer in 1860 en met het grootkruis in de Orde van de Leeuw en de Zon in 1868.